# Bất đẳng thức cộng Chebyshev
Trong toán học, Bất đẳng thức cộng Chebyshev, được đặt theo tên nhà toán học Pafnuty Lvovich Chebyshev, được phát biểu rằng: Nếu cho
{\displaystyle a_{1}\geq a_{2}\geq \cdots \geq a_{n}}
và
{\displaystyle b_{1}\geq b_{2}\geq \cdots \geq b_{n},}
thì
{\displaystyle {1 \over n}\sum _{k=1}^{n}a_{k}b_{k}\geq \left({1 \over n}\sum _{k=1}^{n}a_{k}\right)\left({1 \over n}\sum _{k=1}^{n}b_{k}\right).}
Tương tự, nếu
{\displaystyle a_{1}\geq a_{2}\geq \cdots \geq a_{n}}
và
{\displaystyle b_{1}\leq b_{2}\leq \cdots \leq b_{n},}
thì
{\displaystyle {1 \over n}\sum _{k=1}^{n}a_{k}b_{k}\leq \left({1 \over n}\sum _{k=1}^{n}a_{k}\right)\left({1 \over n}\sum _{k=1}^{n}b_{k}\right).}

## Chứng minh
Cách 1: Dùng bất đẳng thức hoán vị.
Giả sử ta có hai chuỗi số được cho như sau
{\displaystyle a_{1}\geq a_{2}\geq \cdots \geq a_{n}\,}
và
{\displaystyle b_{1}\geq b_{2}\geq \cdots \geq b_{n}.\,}
Vậy thì, theo bất đẳng thức hoán vị, ta có
{\displaystyle a_{1}b_{1}+\cdots +a_{n}b_{n}\,}
là giá trị lớn nhất có thể sắp xếp được từ hai chuỗi số trên.
{\displaystyle a_{1}b_{1}+\cdots +a_{n}b_{n}=a_{1}b_{1}+a_{2}b_{2}+\cdots +a_{n}b_{n}\,}
{\displaystyle a_{1}b_{1}+\cdots +a_{n}b_{n}\geq a_{1}b_{2}+a_{2}b_{3}+\cdots +a_{n}b_{1}\,}
{\displaystyle a_{1}b_{1}+\cdots +a_{n}b_{n}\geq a_{1}b_{3}+a_{2}b_{4}+\cdots +a_{n}b_{2}\,}
{\displaystyle \vdots \,}
{\displaystyle a_{1}b_{1}+\cdots +a_{n}b_{n}\geq a_{1}b_{n}+a_{2}b_{1}+\cdots +a_{n}b_{n-1}\,}
Cộng vế theo vế, ta có:
{\displaystyle n(a_{1}b_{1}+\cdots +a_{n}b_{n})\geq (a_{1}+\cdots +a_{n})(b_{1}+h}
chia cả hai vế cho {\displaystyle n^{2}}, ta nhận được:
{\displaystyle {\frac {(a_{1}b_{1}+\cdots +a_{n}b_{n})}{n}}\geq {\frac {(a_{1}+\cdots +a_{n})}{n}}\cdot {\frac {(b_{1}+\cdots +b_{n})}{n}}.}
(điều phải chứng minh)
Cách 2: Phép biến đổi tương đương:
Bất đẳng thức cần chứng minh tương đương:
{\displaystyle n(a_{1}b_{1}+a_{2}b_{2}+\cdots +a_{n}b_{n})\geq (a_{1}+a_{2}+\cdots +a_{n})(b_{1}+b_{2}+\cdots +b_{n})}
{\displaystyle \Leftrightarrow \sum _{i,j}^{n}(a_{i}-a_{j})(b_{i}-b_{j})\geq 0} (luôn đúng do {\displaystyle a_{1}\geq a_{2}\geq \cdots \geq a_{n}\,}và {\displaystyle b_{1}\geq b_{2}\geq \cdots \geq b_{n}}).
Vậy ta có điều phải chứng minh.